# يوزيف هاسمان
يوزيف هاسمان (بالألمانية: Josef Hassmann)‏ (21 مايو 1910 – 1 سبتمبر 1969) لاعب كرة قدم نمساوي راحل كان يجيد اللعب في خط الهجوم .
لعب طوال مسيرته الرياضية في أندية أدميرا فيينا (1926-1931) فيينا (1931-1937) فينر لينين (1937-1941) رابيد فيينا (1941-1943) فينر لينين (1945).
مثل منتخب النمسا في مباراتين (1934-1935). شارك مع منتخب النمسا في بطولة كأس العالم 1934 في إيطاليا حيث احتل المركز الرابع.

## وصلات خارجية
- يوزيف هاسمان على موقع الاتحاد الدولي (مؤرشف)  (الإنجليزية)
- يوزيف هاسمان على موقع قاعدة بيانات كرة القدم.إي يو (الإنجليزية)
- يوزيف هاسمان على موقع ناشيونال فوتبول تيمز (الإنجليزية)
- يوزيف هاسمان على موقع Soccerway.com (الإنجليزية)
- يوزيف هاسمان على موقع عالم كرة القدم.نت (الإنجليزية)
- هذا سيرة ذاتية